# Batalla de Mégara
La batalla de Mégara se libró en 424 a. C. entre Atenas y Mégara, un aliado de Esparta. Tras el fin del conflicto, los atenienses no lograron el control de la ciudad de Mégara, aunque sí el de su puerto de Nisea.
Mégara era la principal ciudad de Megáride, el país entre Grecia central y el Peloponeso. Mégara, era un aliado de Esparta y dominaba pueblos agrícolas en las estribaciones y llanuras con dos puertos: Pagas (actual Alepojori en el golfo de Corinto) y Nisea (en el golfo Sarónico), focos de contienda con los atenienses.

## Amenaza ateniense
El Ática había sido sitiada por el ejército espartano dirigido por el rey Arquidamo III. El asedio por tierra mantuvo a los atenienses en su ciudad, pero tras la retirada espartana Atenas pudo contraatacar. En 431 a. C. Mégara se vio atacada por Atenas en una primera invasión de 10 000 atenienses con numerosos aliados.
Atenas entonces erigió un fuerte en Salamina, cerca de Nisea, e impuso un bloqueo sobre las importaciones de alimentos y suministros a Mégara. Los megarenses mantenían el control de Pagas, pero Mégara se vio eficazmente aislada de sus rutas por Occidente. Incapaz de obtener las cantidades normales de alimentos, la situación era dura para Mégara.

## Malestar en Mégara
La oligarquía megarense presionó para que en 429 la flota espartana atacara el fuerte ateniense en Salamina. Sin embargo y sin que ellos lo supieran, el ataque fue descubierto por los atenienses al observar las luces en las almenaras y Atenas envió una flota desde el puerto de El Pireo. Los peloponesios tuvieron que abandonar el ataque ante la mala situación de su flota.
Bajo el gobierno de la oligarquía, de tendencia proespartana y procorintia, Mégara perdió la ciudad portuaria de Minoa frente a Atenas en 427, agudizando el malestar popular. Las revoluciones contra la oligarquía empezaron poco después y Mégara se convirtió en una democracia.
La oligarquía fue exiliada, con muchos exiliados siendo reubicados por Esparta en la ciudad beocia de Platea durante un año. Las montañas de Beocia separaban Mégara y Atenas y permitían a los espartanos impedir interacciones entre los demócratas megarenses y los atenienses en Minoa.
Los megarenses exiliados en Platea lanzaron incursiones desde Beocia y tomaron Pagas. Con simpatizantes aún en la ciudad, los oligarcas regresaron a Mégara en 427 a. C. y la democracia colapsó.

## Papel espartano
Se sospecha que Atenas bloqueaba los suministros a Mégara para obtener el control de la ciudad e impedir invasiones espartanas contra el Ática. Aun así, la captura ateniense de Pilos en 425 detuvo al ejército pelopolesio en Mesenia, haciendo innecesario el control de Mégara. Atenas también atrapó a centenares de espartanos en Esfacteria. Los espartanos retiraron a todas sus fuerzas de Mesenia y negociaron una tregua, enviando embajadores a Atenas sin consultar a sus aliados. La lista de demandas atenienses en respuesta fue extensa y Esparta pidió una discusión privada.
Los aliados espartanos se encontraban incómodos con ese escenario. En Mégara había desconfianza de Esparta desde la revolución y se temía que Esparta entregara Nisea a los atenienses. Entretanto, dentro de las murallas de Mégara, los demócratas planeaban pedir ayuda a Atenas para capturar la fortificación de Nisea. Atenas rechazó la embajada espartana por su petición de intimidad y la tregua fracasó.

## Batalla
Por la noche, los atenienses y sus aliados se acercaron a Mégara desde Minoa y el camino de Eleusis. El plan funcionó y la guarnición peloponesia se vio aislada de la ciudad. Cuando amaneció, los demócratas megarenses fingieron indignación por la captura de las murallas y animaron a los megarenses a abrir las puertas de ciudad y atacar a los atenienses. Se untaron con grasa para ser fácilmente distinguidos. En el momento crucial, la conspiración fue descubierta por los oligarcas, que mantuvieron las puertas cerradas.
Atenas notó el cambio de planes y atacó a la guarnición de Nisea. Los espartanos fueron tomados prisioneros y a los megarenses se les dio la oportunidad de ser rescatados con una cantidad de dinero tras entregar las armas.

## Resolución
Cuando el comandante espartano Brásidas se enteró de la toma de Mégara, llegó con un ejército mayor que el ateniense y ambas fuerzas de caballería lucharon bajo los muros de Mégara. Después, los oligarcas abrieron la puerta a Brásidas y sus aliados mientras los atenienses declinaron presentar batalla y se retiraron a Nisea.